# لا مويلا
بلدية لا مويلا (بالإسبانية: La Muela) هي بلدية تقع في مقاطعة سرقسطة التابعة لمنطقة أراغون شمال شرق إسبانيا.

## الديموغرافيا
بلغ عدد سكان بلدية لا مويلا 5.213 نسمة عام 2011 (وفقاً للمعهد الوطني الإسباني للإحصاء).
| 1.098 | 1.205 | 1.889 | 3.265 | 3.965 | 4.928 | 5.213 |

## توأمة
للا مويلا اتفاقيات توأمة مع:
- سانتو دومينغو